# Steve Woolgar
Steve Woolgar (14 de febrer del 1950) és un sociòleg de la ciència britànic. Ha treballat molt sovint amb Bruno Latour, amb el que va escriure Vida al laboratori: la construcció social dels fets científics (1979), que va representar una fita en els estudis de Ciència, Tecnologia i Societat (CTS).

## Educació
Va estudiar a la Universitat de Cambridge, assolint el doctorat en Sociologia a l'Emmanuel College, així com una llicenciatura en enginyeria .

## Carrera professional
Va ser professor de Sociologia i Cap del Departament de Ciències Humanes i Director del CRICT (Centre d'Investigació Cap a la Innovació, Cultura i Tecnologia) a la Universitat Brunel de Londres.
Des de l'any 2000 és catedràtic de Sociologia i Màrqueting i professor de màrqueting al Green Templeton College de la Saïd Business School de la Universitat d'Oxford. Hi organitza anualment una conferència de CTS a l'estiu per explorar i debatre al voltant de temes candents en aquest camp.
És Director dels estudis CTS al Institut per la Ciència, Innovació i Societat d'Oxford, Director del “Programa Societat Virtual?” Del ESRC (Economic and Social Research Council), coordinant vint-i-dos programes de recerca.
També és membre de la direcció del Centre e-Science i del Institut d'Internet d'Oxford.
A banda des del 2010 és membre electe de l'Acadèmia de Ciències Socials de la Gran Bretanya.
Al llarg de la seva vida ha fet diverses col·laboracions amb entitats de diversos països, sent les més destacades:
- Amb l'"EC (VALUE) Think Tank" de la Unió Europea, assumint el disseny d'estratègies per la interacció entre la investigació i la societat.
- Amb dos grups d'experts del objectius del govern britànic del 1996 fins al 2001: l'ITEC (centrat en tecnologia, electrònica i comunicació) i el HEFCE RAE (centrat en sociologia).
- Amb els Consells d'Investigació de Noruega, Països Baixos i Dinamarca.
- Amb els Equips del Consell Ministerial de E-Commerce de la ≠Gran Bretanya.
- Va ser assessor estratègic de la Philips (Països Baixos), d'Elsevier  a Oxford i de l'Institut Executiu Mundial  (Peking).
- Amb diverses fundacions a Rússia per desenvolupar iniciatives per estimular la innovació científica i tecnològica al país. Ha donat suport a moltes convencions i trobades de sociologia, com ara el “Program in Science Technology and Society” el curs 83-84 al MIT o el “Centre de Sociologia de la Innovació” el curs 88-89 a la MINES Paris Tech (abans Escola de Mines de París).

## Estudis i teories
Steve Woolgar centra les seves investigacions en els estudis de CTS, especialment en les implicacions socials de les tecnologies electròniques, les tecnologies de representació i evidència visual, les relacions d'autoritat i responsabilitat, tecnologies i objectes mundans, teoria social i l'ús de la neurociència en els negocis. Ara mateix està centrat en l'àrea del govern mundial, el neuromàrqueting i l'estudi de les puntuacions basades en pàgines web i els seus esquemes de classificació.
Investigació inicial en CTS: Un dels elements d'èxit dels estudis de CTS és la seva capacitat d'aplicar anàlisis escèptics als processos científics i tecnològics, descobrint els seus processos de domesticació, regulació i decisió. El lema de les CTS, “Podria ser d'una altra manera”, resumeix aquesta idea. Steve Woolgar afirma que “El que m’agrada d'aquest camp és que mai està en pau amb ell mateix i té profundes implicacions amb idees que venen de les ciències socials i humanes.”
Woolgar propulsa l'anàlisi de la tecnologia a partir de les mateixes premisses que s'havia fet amb la ciència a partir del programa fort, creant el nom de STS (ciència, tecnologia i societat) i vinculant els estudis de la ciència amb la tecnologia i la societat. La seva principal contribució va ser el refús a les interpretacions perfectes i la seva acceptació que els preconceptes i les assumpcions prèvies influeixen en la tecnologia i la ciència.
Investigació en aspectes del govern mundial: analitza els camins pels que objectes ordinaris i tecnologies es veuen involucrats en el control i la regulació de la vida de les persones.
Investigacions en neuromàrqueting: examina aquest nou desenvolupament del màrqueting des d'una perspectiva etnogràfica per establir com el neuromàrqueting està sent usat i de quina forma serà acceptat i institucionalitzat per la indústria. Forma part d'un estudi més ampli dels efectes de la neurociència en les ciències socials i les humanitats.
Recerca dels sistemes de puntuació basats en pàgines web i esquemes de classificació: intenta comprendre el impacte d'aquests sistemes al món, on sembla que tot aspecte de la vida pot ser puntuat i avaluat.
Estudis al ESRC analitzant la societat virtual: vol examinar l'ampli impacte social de les noves tecnologies electròniques, sobretot els aspectes relacionats amb Internet, demostrant els efectes no intencionats de la implantació d'aquests sistemes. Els resultats són un important referent actual per tot treball que vulgui estudiar la part social d'Internet. Woolgar va definir les cinc regles de la virtualitat que ajuden a trobar sentit a una societat virtual que s'està albirant.
- Regla 1: L'acceptació i l'ús de les noves tecnologies depèn sobretot del context social local, ja que donaran un significat específic vinculat a la seva cultura.
- Regla 2: Les pors i els riscos associats a les noves tecnologies estan distribuïts socialment de forma desigual. Cada grup social tindrà expectatives diferents.
- Regla 3: Les tecnologies virtuals són un complement i no un substitut de l'activitat real. És a dir, és una dimensió més de la vida social dels individus.
- Regla 4: Quan més virtual, més real. Els dos mons s'influeixen mútuament.
- Regla 5: Quan més global, més local. El major sentit a un fenomen global es dona en el context social més immediat, local.

## Obres
Les obres de Steve Woolgar han estat traduïdes al holandès, francès, japonès, portuguès, castellà, grec i turc. Aquí trobarem el llistat de les principals obres en llengua anglesa.
- Woolgar, Steve; Latour, Bruno (1986) [1979]. Laboratory life: the construction of scientific facts. Princeton, New Jersey: Princeton University Press. ISBN 9780691094182.Originally published 1979 in Los Angeles, by Sage Publications, publicat en castellà per Alianza Editorial.
- Woolgar, Steve (1993) [1988]. Science: the very idea. London New York: Routledge. ISBN 9780415084758,
- Woolgar, Steve (1988). Knowledge and reflexivity: new frontiers in the sociology of knowledge. London: Sage. ISBN 9780803981201.
- Woolgar, Steve; Fuller, Steve; de Mey, Marc; Shinn, Terry (1989). The cognitive turn: sociological and psychological perspectives on science. Dordrecht, Netherlands: Springer. ISBN 9789401578257.
- Woolgar, Steve; Lynch, Michael (1990). Representation in scientific practice. Cambridge, Massachusetts: MIT Press. ISBN 9780262620765.
- Woolgar, Steve; Grint, Keith (1997). The machine at work: technology, work, and organization. Cambridge, UK Malden, Massachusetts: Polity Press. ISBN 9780745609256.
- Woolgar, Steve (2002). Virtual society? Technology, cyberbole, reality. Oxford Nova York: Oxford University Press. ISBN 9780191593963, publicat en català per la UOC (Universitat Oberta de Catalunya).
- Woolgar, Steve; Lynch, Michael; Coopmans, Catelijne; Vertesi, Janet (2014). Representation in scientific practice revisited. Cambridge, Massachusetts: MIT Press.ISBN 9780262525381.

## Premis i beques
- Premi John Desmond Bernal (2008) donat per la Society for Social Studies of Science a les seves contribucions en l'àrea de les CTS.
- Guanyador del ESRC Senior Research Fellowship, del que també va ser director.
- Beca Fulbright del Departament d'Estats dels EUA en col·laboració amb empreses privades.